# Vavá
Edvaldo Izídio Neto (Recife, 12 de novembro de 1934 – Rio de Janeiro, 19 de janeiro de 2002), mais conhecido como Vavá, foi um futebolista brasileiro que atuou como atacante.
Bicampeão mundial da Copa do Mundo, é, ao lado do também pernambucano Ademir de Menezes e de Jairzinho, o terceiro maior artilheiro da Seleção Brasileira na história das Copas, com nove gols marcados em 1958 e 1962 — número que só veio a ser superado por Pelé em 1970 e Ronaldo em 2002. Ele continuou sendo o único jogador do planeta que fez gols em duas finais de Copa do Mundo seguidas, até que Kylian Mbappé conquistou o feito na final da Copa do Mundo de 2022, tendo também marcado na final de 2018. E além de Vavá e Mbappé, apenas outros três atletas marcaram gols em duas finais de Copas, embora não de modo consecutivo: Pelé, Paul Breitner e Zinédine Zidane. Vencedor dos dois mundiais de Seleções que disputou, ficou conhecido como Leão da Copa.

## Carreira como jogador
Também apelidado de Peito de Aço por sua forma briosa de jogar, iniciou sua carreira como meio-campista em 1948, pelo Sport. Durante a sua passagem pelas categorias de base do Leão, foi bicampeão do Pernambucano Juvenil em 1949 e 1950. Em 1951 foi contratado pelo Vasco da Gama para os juvenis, e assim passou a atuar como atacante. No ano seguinte, em 1952, fez sua estreia nos profissionais, fazendo parte dos anos finais do Expresso da Vitória e onde viria a se tornar um dos maiores artilheiros da história do clube carioca com 148 gols, conquistando títulos como a primeira edição do Torneio de Paris em 1957, após derrotar o Real Madrid. 
Por seu impressionante reflexo, faro de gol e vigor físico, chamou atenção de clubes europeus durante a Copa do Mundo e foi negociado com o Atlético de Madrid. Dos brasileiros que estiveram em campo na grande final da Copa de 1958, Vavá foi o mais bem-sucedido no futebol europeu: ganhou duas Copas del Rey consecutivas (1959–1960 e 1960–1961) batendo o Real Madrid em ambas as decisões, e foi vice-artilheiro da Liga dos Campeões de 1958–59. Visando à convocação para o que viria a ser sua segunda Copa do Mundo, retornou ao Brasil em 1961, contratado pelo Palmeiras. Jogaria ainda no futebol mexicano pelo América, no San Diego Toros dos Estados Unidos e encerraria a carreira na Portuguesa do Rio de Janeiro.

### Seleção Brasileira
Vavá estreou na Seleção Brasileira no selecionado que disputou o futebol nos Jogos Olímpicos de Verão de 1952. Na Copa de 1958 começou como reserva, mas substituiu Mazzola ao longo da competição, marcando cinco gols que foram decisivos para o Brasil conquistar o seu primeiro título mundial. Por seu vigor físico, impressionante reflexo e faro de gol, foi chamado de Leão da Copa. Foi um dos artilheiros da Copa do Mundo de 1962 com quatro gols e bicampeão do mundo.

## Carreira como treinador
Como treinador comandou equipes menores da Espanha, como o Córdoba. Compôs a comissão técnica do Brasil na Copa do Mundo de 1982, sob o comando de Telê Santana.

## Morte
Vavá morreu no dia 19 de janeiro de 2002, vítima de infarto agudo do miocárdio e foi sepultado no Cemitério de São Francisco de Paula na cidade do Rio de Janeiro. O então presidente da república, Fernando Henrique Cardoso, declarou na ocasião que "A morte de Vavá deixa uma enorme lacuna no futebol brasileiro. Artilheiro imbatível, foi exemplo de futebol, garra, paixão e emoção".

## Títulos
Vasco da Gama
- Campeonato Carioca: 1952, 1956 e 1958
- Torneio Rio-São Paulo: 1958
- Quadrangular Internacional do Rio de Janeiro: 1953
- Copa Internacional Rivadávia: 1953
- Torneio Internacional do Chile: 1953
- Troféu Cinquentenário do Racing: 1953
- Torneio Internacional de Paris: 1957
- Troféu Teresa Herrera: 1957
- Torneio Quadrangular de Lima: 1957
- Torneio Internacional de Santiago: 1957
- Torneio Início do Rio de Janeiro: 1958

Palmeiras
- Campeonato Paulista: 1963

Atlético de Madrid
- Copa do Rei: 1960 e 1961

América do México
- Primera División de México: 1965-66

Seleção Brasileira
- Copa do Mundo FIFA: 1958 e 1962
- Taça Oswaldo Cruz: 1958 e 1962

### Prêmios individuais
- Jogador do ano: Melhor jogador do Vasco da Gama na temporada 1958
- Chuteira de Ouro da Copa do Mundo FIFA: 1962